# Живое и мёртвое (цикл)
«Живое и мёртвое» — цикл произведений в жанре фэнтези, написанный в соавторстве двумя российскими писателями-фантастами, лауреатами премии  «Серебряная стрела» Михаилом Костиным и Алексеем Гравицким. В цикл входят романы «Живое и мёртвое» (2010), «Ученик мага» (2011) и «Третья сила» (2012). 

## История создания
Идея мира, описанного в первой книге, пришла  Михаилу Костину в 2008 — 2009 гг., также у него было несколько сюжетных заготовок. Он поделился своими наработками с  Алексеем Гравицким, тому, в свою очередь, понравился сюжетный ход, и он подключился к работе над книгой.
Первый том вышел в 2010 году под издательством «Факультета». После выхода книги Факультет совместно с Nightstreet организовал по Москве городскую игру по теме произведения «Живое и мёртвое. Путь живого», которая проводилась в течение месяца. Алексей Гравицкий отметил, что мероприятие прошло весьма успешно, он даже сам принял в нём участие, правда, после прохождения пары уровней ощутил, что беготня по городу с решением логических задач лично для него слишком сложна.
Во втором томе — «Ученик мага» были использованы ранние наработки Михаила для научно-фантастических рассказов. Основная заготовка выглядела следующим образом: главный герой   — беспощадный наёмник и истребитель инопланетян  — давал интервью журналисту, доказывая правоту своих действий. Михаил перенёс эту сцену в мир «Живого и мёртвого» и пришёл к образам Ниро и Санчеса, а чуть позже к ним присоединились и остальные персонажи.
В 2011 году «Факультет» опубликовал вторую часть цикла «Живое и мёртвое» — «Ученик мага».
В 2012 году издательский дом «Снежный Ком М» перевыпустил первые два романа серии «Живое и мёртвое», а также напечатал продолжение — «Третья сила». Третья книга сюжетно объединяет первые две и ведёт их дальше, но не заканчивает историю.
В интервью 2012 года писатели рассказали, что финал у «Живого и мёртвого» будет: планировалось написать ещё две или три книги. При этом после публикации третьего тома Михаил и Алексей занялись раздельным творчеством. В 2015 году Михаил Костин выпустил третью книгу своего сольного цикла «Хроники Этории» — «Время умирать», а Алексей Гравицкий вплотную занялся написанием сценариев. В 2015 году ожидается выход сериала о дикторе Юрии Левитане, где авторами сценария выступают Сергей Юдаков и Алексей Гравицкий.

## Сюжет
В своё время Объединённые Территории Консорциума (ОТК) пошли по пути научно-технического прогресса, используя магию лишь как вспомогательный инструмент. Во всех остальных проявлениях колдовство оказалось под запретом. В землях Дикого Севера запретов ни на магию, ни на убийство — вообще ни на что нет. Оба государственных объединения поддерживают более-менее мирное сосуществование. Однако, в ОТК произошла революция — к власти пришёл маг. Сами того не ведая, жители ОТК оказались втянуты в противостояние между двумя могущественными враждующими друг с другом мирами. Миром древней магии и миром технического прогресса. И те, и другие пророчат ОТК и Дикому Северу неминуемую гибель в случае, если они примут сторону оппонента.
Тем временем на далёком тюремном острове, где обитают люди и разного рода нелюди, также затевается революция.
Единственное, что объединяет всех — это поиск старинной книги, с помощью которой каждый надеется достичь исключительно своей цели.

## Главные герои
- Винни Лупо — политический деятель времён самоопределения Витано. Революционер. Гуманист. Совет Витано предпринял попытку убийства Винни Лупо, и он был отравлен в Лупа-нопа наёмным убийцей. Однако лорд Мессер обратил его, и Винни Лупо ещё долгое время жил и работал, будучи нелюдем. Вместе с Мессером и другими открыл Витано и добился отстранения Совета и гильдии. Позднее разошёлся во взглядах с лордом Мессером, уступил ему власть в Витано и отошёл от дел.
- Винсент — маг. Родился в ОТК. Учился на одном курсе с Пантором. Недоучившись, бросил. Бежал на Дикий Север.
- Деррек Гриффо — политический деятель времён самоопределения Витано. Родился в ОТК. Работал спортивным инструктором. Был обращён в вампира, арестован и сослан на остров Свалка как нечеловеческое существо. Соратник Винни Лупо и лорда Мессера. После самоопределения Витано практически отошёл от дел.
- Ионея Лазурная — магесса, видный политический деятель. Родилась в ОТК. Имея невероятный талант к магии, экстерном получила магическое образование, диплом и все возможные лицензии. Занималась запрещённой магией, активно выступала за снижение контроля над магами. Была арестована и осуждена, но бежала из-под стражи. Организатор и идейный вдохновитель «лазурной революции».
- Лорд Мессер — маг, некромант, видный политический деятель. Родился в ОТК. Увлекся некромантией. В результате неудачного эксперимента с некромантией обратил себя в скелет. Сдался властям и был сослан на остров Свалка, где познакомился с Винни Лупо и другими. Участвовал в открытии Витано. После отстранения Совета и гильдии принял власть в свои руки. Первый правитель государства Витано.
- Нана — актриса, политический деятель времён самоопределения Витано. Родилась на острове Свалка. Оборотень. Соратник Винни Лупо и лорда Мессера. После самоопределения Витано практически отошла от дел.
- Пантор — маг, политический деятель. Родился в ОТК. Был учеником лорда Мессера. После ареста учителя бежал, но был арестован и сослан на остров Свалка.
- Санчес О’Гира — журналист, публицист. Родился в ОТК. В своей работе О’Гира предельно честен. Пишет для «Огней Вероллы» — одного из самых значимых периодических изданий в ОТК.

## Основное население
- Люди — обычные люди. Живут на Большой Земле, а на острове Свалка предпочитают жить преимущественно в городе Лупа-нопа, а также в Витано.
- Упыри — некровожадные медленно гниющие живые мертвецы. Жители острова Свалка.
- Волколаки — люди-оборотни, способные под действием определённых обстоятельств превращаться в огромных волков. Жители острова Свалка.
- Скелеты — живые существа, представляющие собой совокупность костей организма. Жители острова Свалка.
- Вампиры — сосущие кровь человекообразные существа. Жители острова Свалка.
- Маги — любые существа  — живые или неживые  — обладающее магическими способностями.

## Территории и поселения
- Мир могучих первомагов. Населён магами, отрицающими любое проявление технического прогресса.

- Большая земля — континент.

- - Дикий Север — территория, где нет централизованного порядка, там каждый сам за себя. У мелких разбросанных по всему Северу поселений своя власть и свои законы. Никому из них нет дела до соседей. Вообще ни до чего нет дела. Но если кто-то приходит на их землю и делает что-то против их правил, то его запросто могут повесить. Прямо на месте. Без суда и следствия. А правила в каждом городишке свои, и то, что привычно и нормально в одном месте, может запросто оказаться незаконным в другом. Магия разрешена. А за то, что кто-то косо посмотрел, могут убить при помощи этой самой магии. Всё же кое-что общее у всех северных территорий есть. Они ненавидят ОТК. И если Объединённые Территории попробуют пресечь границу, против них поднимется весь Север, потому что это покушение на их устои.
    - Обитель губернатора — небольшой городишко. Пустой, грязный, одноэтажный. Дома в пару этажей здесь редкость, дворов и садиков не видно вовсе. По пыльным улицам в большом количестве бегают грязные ободранные мальчишки и слоняются потрёпанные пьянчуги с прозрачными глазами.

- - Объединённые Территории Консорциума — государство, расположенное в южной части исследованного континента. Столица – Веролла. Власть в ОТК много лет принадлежала Консорциуму, делавшему упор на техническое развитие, но в результате последнего переворота правление перешло в руки молодого мага Ионеи Лазурной. 
    - Веролла — столица ОТК, где сосредоточена четвёртая часть населения всего государства. Здесь располагаются все наиболее значимые социальные институты ОТК. Главной достопримечательностью Вероллы считается здание Консорциума – самое высокое на всём континенте. Центр города застроен высотными зданиями, при этом основная часть города состоит из невысоких частных особняков с садами, где живёт наиболее обеспеченное сословие. На окраине живут люди попроще, она застроена неказистыми типовыми зданиями – тут располагается большое количество доходных домов.
    - Утанава — захолустный городок. Жизнь в нём течёт спокойно, размеренно, неторопливо. Население города немногочисленно. В городке: школа, больница, гостиница «Падающая звезда», муниципалитет, небольшой перерабатывающий заводик, сырьё для которого поставляется с расположенного рядом карьера. Архитектурный ансамбль представляет собой двухэтажное ветхое зодчество.
    - Кориали — западный портовый городок, здесь заключённых пересаживают с поезда на корабль и отправляют в ссылку на далекие острова.
    - Дредстаун — ближайший к Северу приграничный городок. Приземистый и основательный: стены домов глухие, окна мелкие и располагаются довольно высоко либо вовсе начинаются от второго этажа. Двери массивные и неприступные. Город мрачный и недружелюбный. Для туристов узкие улочки, петляющие между глухими стенами близко стоящих домов, сливаются в жутковатый лабиринт. Приезжие могут остановиться в неприглядной снаружи и более располагающей внутри гостинце «Лучшая». В центре Дредстауна находится похожая на бастион мэрия. По легенде город принадлежал раньше северянам, а потом, по итогам последней войны, отошёл к ОТК.
    - Западная часть ОТК находится под управлением Криза, который, в свою очередь, подвержен влиянию представителей силы, выступающей за исключительное превосходство технологий и истребление любых магических проявлений.

- Острова

- - Свалка — остров-колония ОТК. Используется для ссылки в один конец преступников, магов, занимающихся запрещённым колдовством, и продуктов магического производства. 
    - Лупа-нопа – столица острова. Город-порт принимающий ссыльных из ОТК. Подавляющее большинство населения — живые люди, все представители нежити должны получить поручительство живого человека, чтобы им было дозволено остаться в Лупа-нопе. Каждый вновь прибывший должен пройти через долгий каторжный труд, со временем он получает бо́льшую свободу и возможности. Живой человек, получив гражданство, при желании, усердии и уме может подняться довольно значительно.

- -     - Витано — город, который существовал таинственным образом много-много лет, скрытый от глаз обитателей острова Свалка. После снятия магической завесы, пережил период смут. К власти пришёл лорд Мессер. Живые люди перемешались с нежитью, многие коренные горожане покинули город. Сам город окружён неприступной каменной стеной и большим рвом с водой. Попасть внутрь можно через разводной мост и огромные ворота. Застроен город невероятно плотно: высокие дома, узенькие улочки, на крышах домов расположились фермерские хозяйства, снизу под городом — каменоломни. В связи с тем, что Витано долгое время был изолирован от внешнего мира и расширяться ему было некуда, он рос вверх и вниз.
    - Буна Нона — небольшая деревня. Расположена в непосредственной близости к городу Витано. Поселение располагает постоялым двором, рынком и фермерскими хозяйствами.

- - Склеп — остров-колония ОТК. Маленький островок с плохим климатом, который находится по соседству с островом Свалка. Сюда ссылают тех, кто умудрился проштрафиться на Свалке.

- Мир  технического прогресса. Населён людьми, отрицающими любые проявления магии.

## Артефакты
Книга  — древний фолиант с магическими заклинаниями, содержащий инструкции по проведению обрядов, в том числе и оживлению мёртвых.
Статуэтка — маленький идол, позволяющий сохранять в памяти видения, вызванные сноходцем.

## Документы
- Кодекс Жизни — законодательный трактат, свод правил, согласно которому жили граждане Витано до отстранения от власти Совета и гильдии и провозглашения города открытым. По самой распространённой версии, Кодекс Жизни был составлен первыми магами, основавшими город.

- «Огни Вероллы» — еженедельная газета. Одно из ведущих периодических изданий ОТК. Газета издаётся в столице и имеет широкое распространение по всей стране. Для «Огней Вероллы» в разное время писали известнейшие журналисты, такие как Франц Коливар, Шерен Прист, Санчес О’Гира.

## Устройства
- Мобиль — сложное механическое транспортное средство с магическим движителем.
- ММО – магически модифицированное оружие. Усовершенствованное при помощи магии огнестрельное оружие. В зависимости от характера изменения такое оружие может стать многозарядным, увеличить убойную силу, скорострельность и т. п.
- Пистоль ММП— наиболее распространённый вид магически модифицированного оружия, от обычного пистоля его отличают убойная сила и многозарядность.
- Летающая машина — полностью механическое транспортное средство способное передвигаться по воздуху. По форме напоминает стрекозу, имеет длинный хвост и огромный крутящийся винт с длинными лопастями.
- Коробка с экраном — ящик привезённый представителями западной части ОТК. Устанавливает связь с Командором.

## Факты
- Идею мира, описанного в первой книге «Живое и мёртвое», Михаил Костин увидел во сне[4].
- Изначально «Живое и мёртвое» задумывалось просто как отдельный, несерийный роман[4].
- В 2013 роман «Третья сила» был удостоен премии «Серебряная стрела»[1].
- Сергей Юдаков — российский режиссёр и сценарист[9]— высказал своё отношение к роману «Третья сила»: «Я выбрасываю книжки, которые не вызывают сопереживания. Эта книга будет стоять у меня на полке»[10].
- Профессиональная озвучка романа стартовала 19.04.2016 на сайте «Мечта Букиниста.

## Публикации
- Костин М., Гравицкий А. А. Живое и мёртвое. — М.: Факультет, 2010. — 416 с. — 5000 экз. — ISBN 978-5-904358-09-9.

- Костин М., Гравицкий А. А. Живое и мёртвое. Ученик мага. — М.: Факультет, 2011. — 400 с. — 5000 экз. — ISBN 978-5-904358-10-5.

- Костин М., Гравицкий А. А. Живое и мёртвое. — М.: Снежный Ком М, 2012. — 304 с. — 2000 экз. — ISBN 978-5-904919-46-7.

- Костин М., Гравицкий А. А. Живое и мёртвое. Ученик мага. — М.: Снежный Ком М, 2012. — 228 с. — 2000 экз. — ISBN 978-5-904919-47-4.

- Костин М., Гравицкий А. А. Живое и мёртвое. Третья сила. — М.: Снежный Ком М, 2012. — 272 с. — 2000 экз. — ISBN 978-5-904919-48-1.